# Collsacabra
El Collsacabra o Cabrerès és una comarca natural de la Catalunya interior, de 142 km² d'extensió, situada entre Osona, la Garrotxa i la Selva. Limita a l'oest amb la plana de Vic, al sud amb la vall de Sau i les Guilleries, al nord amb les Serres de Milany-Santa Magdalena i Puigsacalm-Bellmunt i a l'est amb la vall d'en Bas i Les Planes d'Hostoles. Pertany majoritàriament a la comarca d'Osona, però inclou també terres de les comarques veïnes de la Garrotxa i de la Selva. El nom de Collsacabra prové del terme jurisdiccional del castell de Cabrera, anomenat Cabrerès.

## Geografia
Geomorfològicament és un altiplà integrat a la serralada Transversal, format per una plataforma estructural amb característiques cingleres a sud i a llevant (Tavertet, el Far, l'Avenc…) dibuixades per l'erosió del Ter. L'altiplà té una altitud mitjana de 1.100 m, i està constituït geològicament per materials sedimentaris, sobretot margues i gresos eocens. La màxima altitud del Collsacabra es troba a la serra de Cabrera (1307,7 metres) que, juntament amb les muntanyes d'Aiats, el Montcau i el Puig d'en Bac, dibuixa un perfil característic fàcilment identificable des de la plana. És una zona boscosa humida, on predominen els paisatges de caràcter atlàntic com les fagedes, els boscos de roure martinenc amb boix, les pastures mesòfiles i la landa de bruguerola amb bedolls. L'alzinar muntanyenc es limita als vessants més baixos i assoleiats. 

Localització de Collsacabra

## Població i economia
El Collsacabra és una zona de poblament dispers. La seva economia ha estat tradicionalment agrícola i ramadera, tot i que darrerament s'ha incorporat al sector dels serveis. Entre les poblacions que l'integren hi ha l'Esquirol, Sant Martí Sescorts, Sant Julià de Cabrera, Cantonigròs, Tavertet, Falgars d'en Bas, Rupit i Pruit i possiblement alguna petita zona de masies dels municipis de Masies de Roda i Manlleu. Rupit va ser, des de l'edat mitjana, la població més important del Collsacabra. Avui ho és l'Esquirol degut el seu creixement urbanístic.

#### Habitants del Collsacabra
| Poble                    | Habitants |
| ------------------------ | --------- |
| Cantonigròs              | 381       |
| Falgars d'en Bas         | 9         |
| L'Esquirol               | 1.703     |
| Pruit                    | 87        |
| Rupit                    | 237       |
| Sant Bartomeu Sesgorgues | 24        |
| Sant Julià de Cabrera    | 23        |
| Sant Martí Sescorts      | 156       |
| Tavertet                 | 87        |

## Galeria

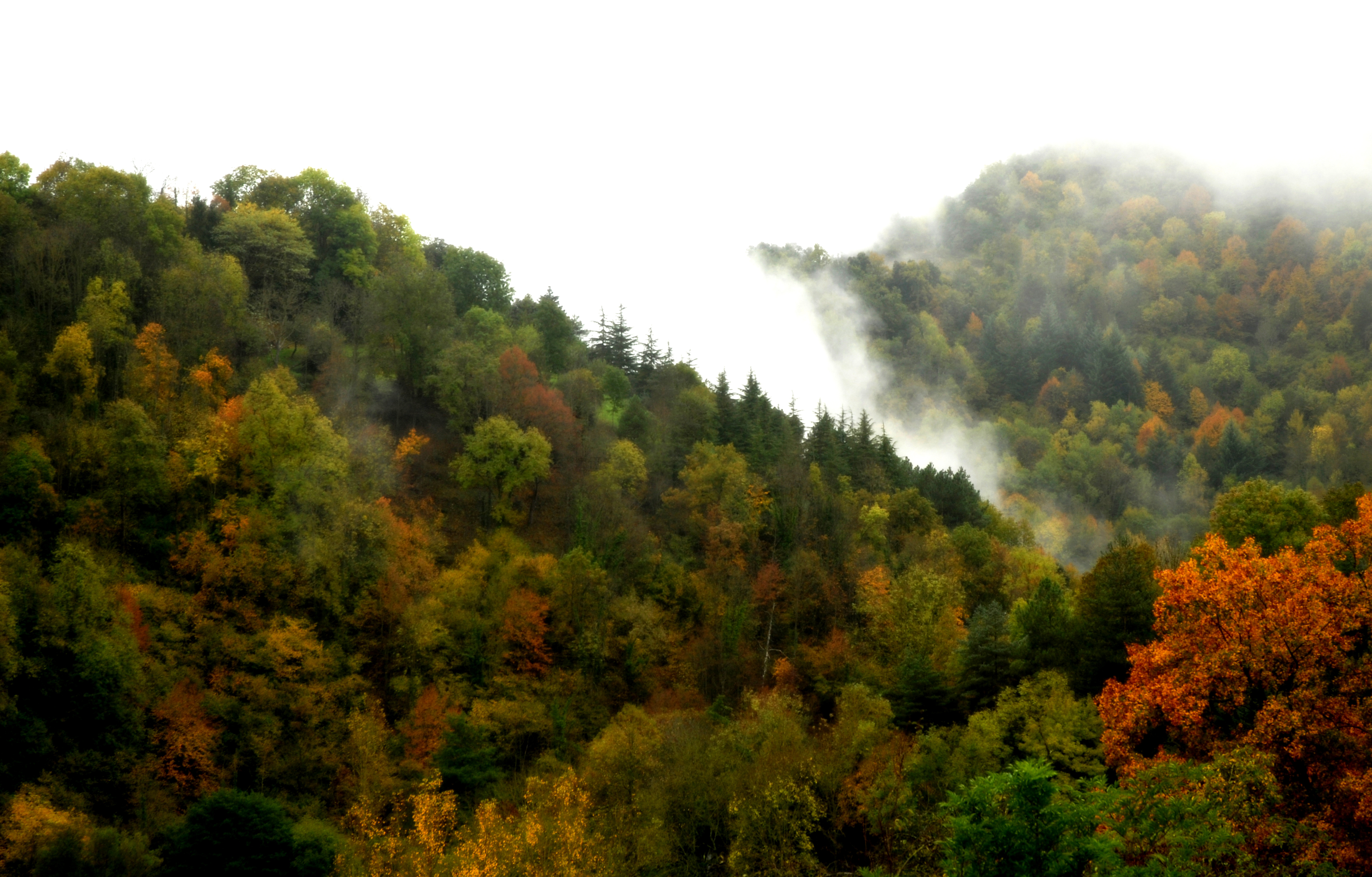
Bosc prop de Rupit
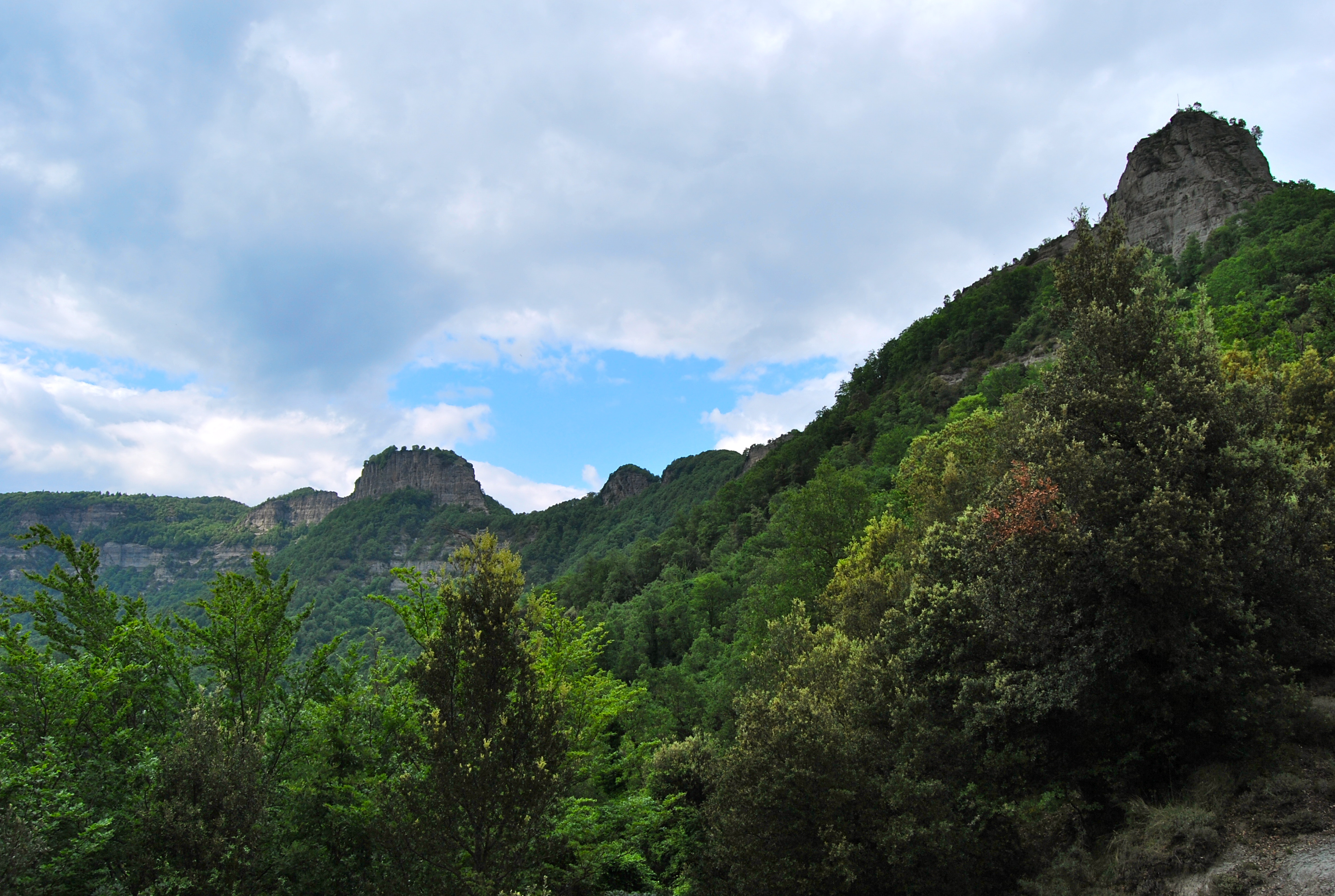
Agullola de la Tuta
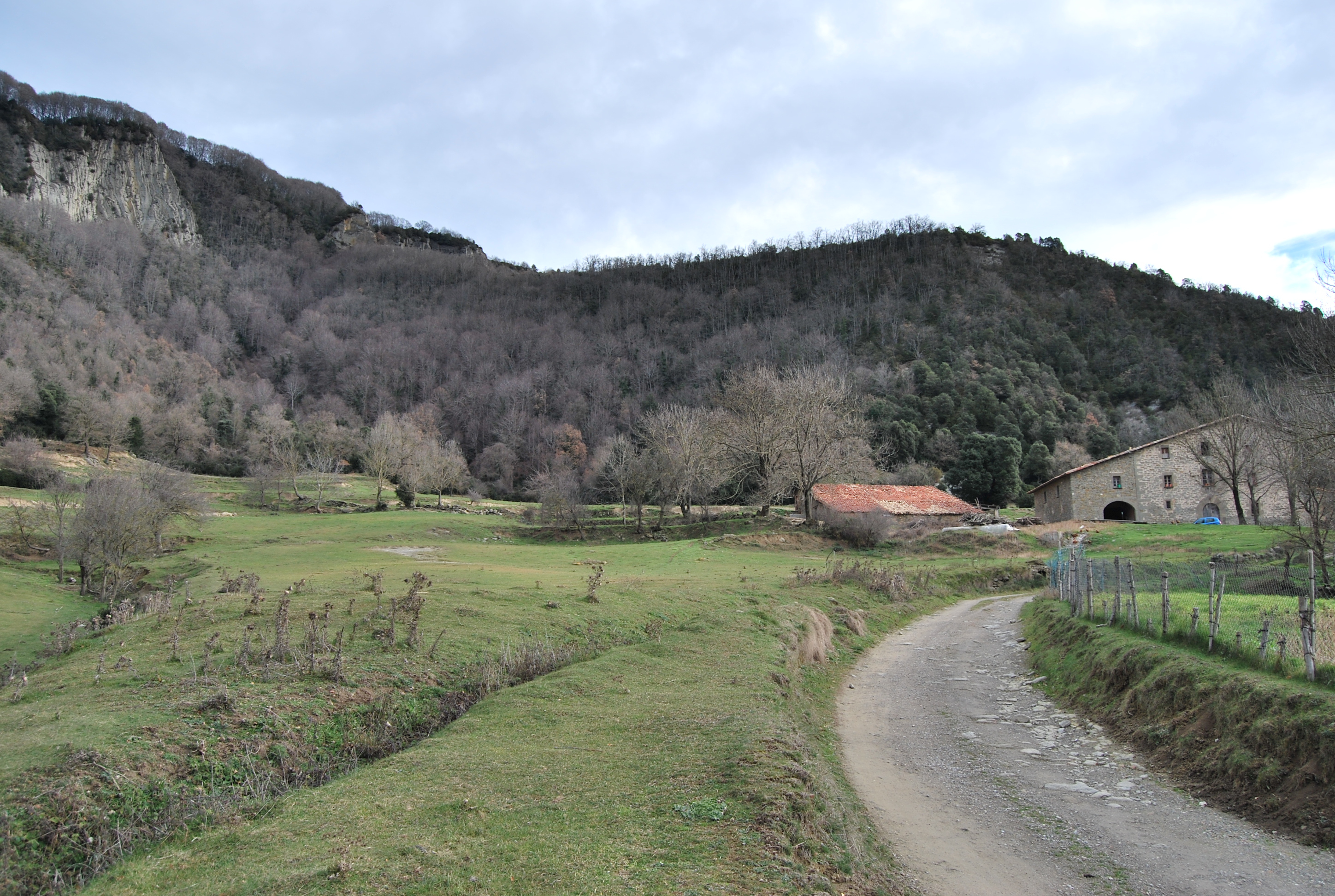
Aiats
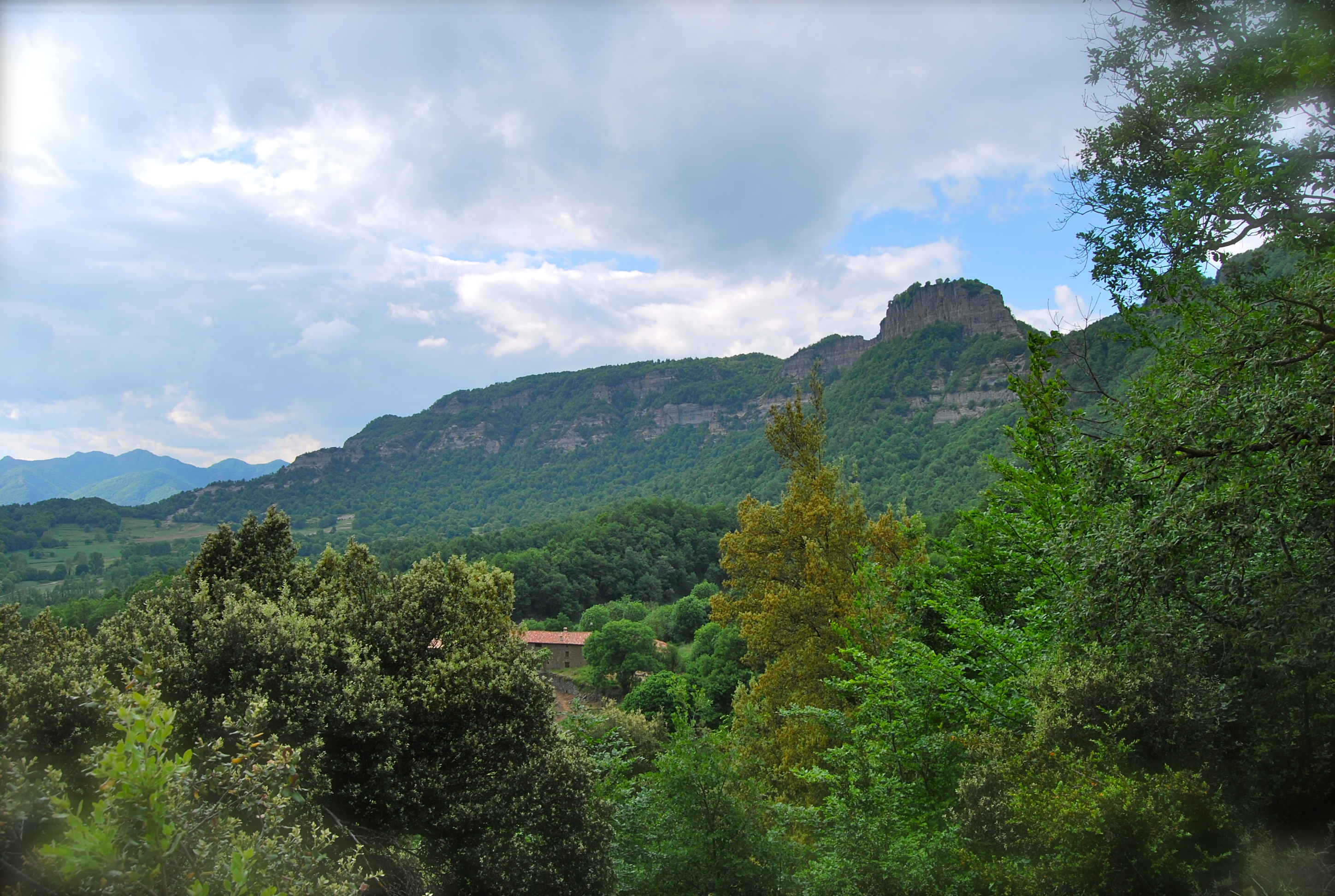
Cabrera
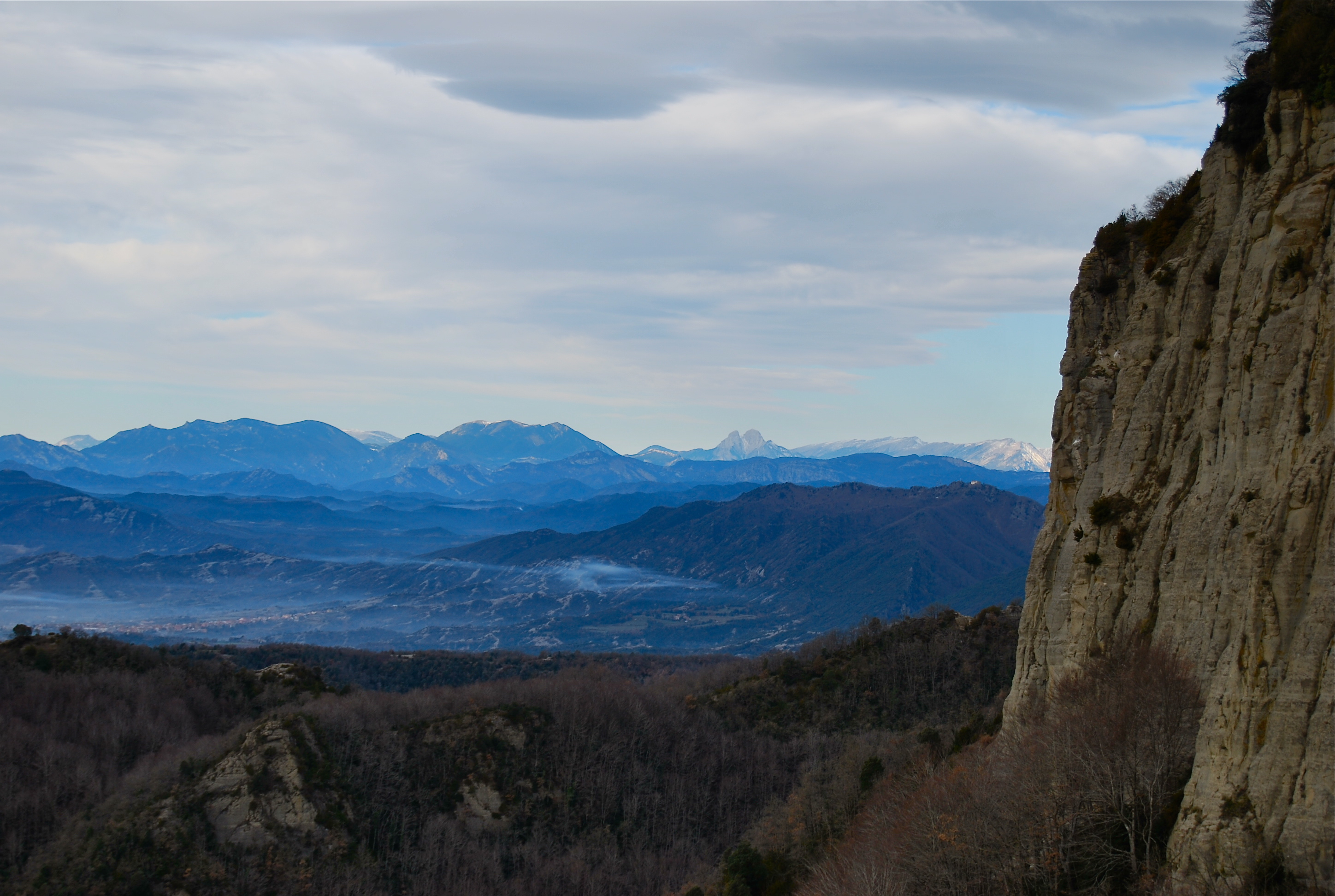
Cabrera, Bellmunt i el Pedraforca
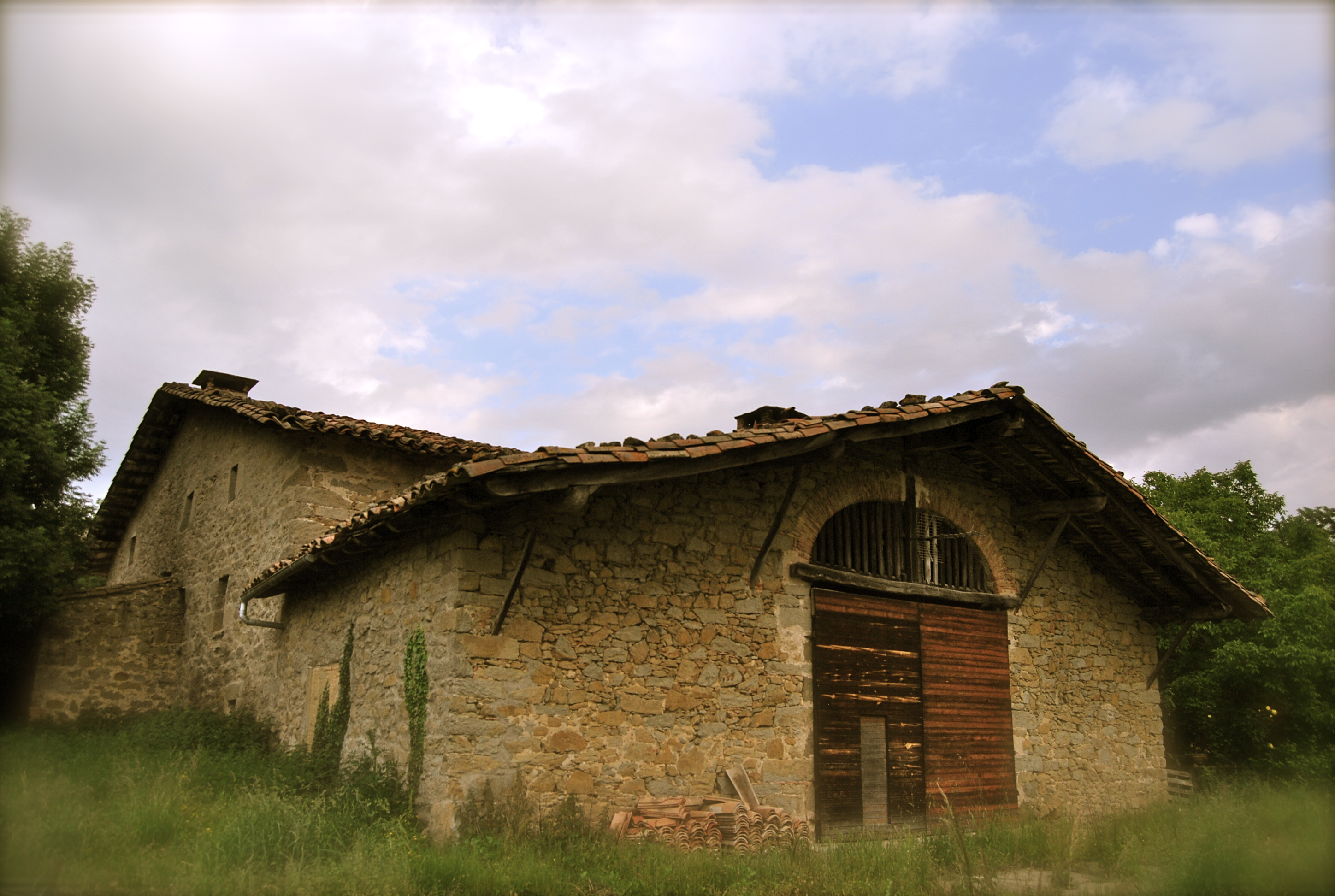
Campamar
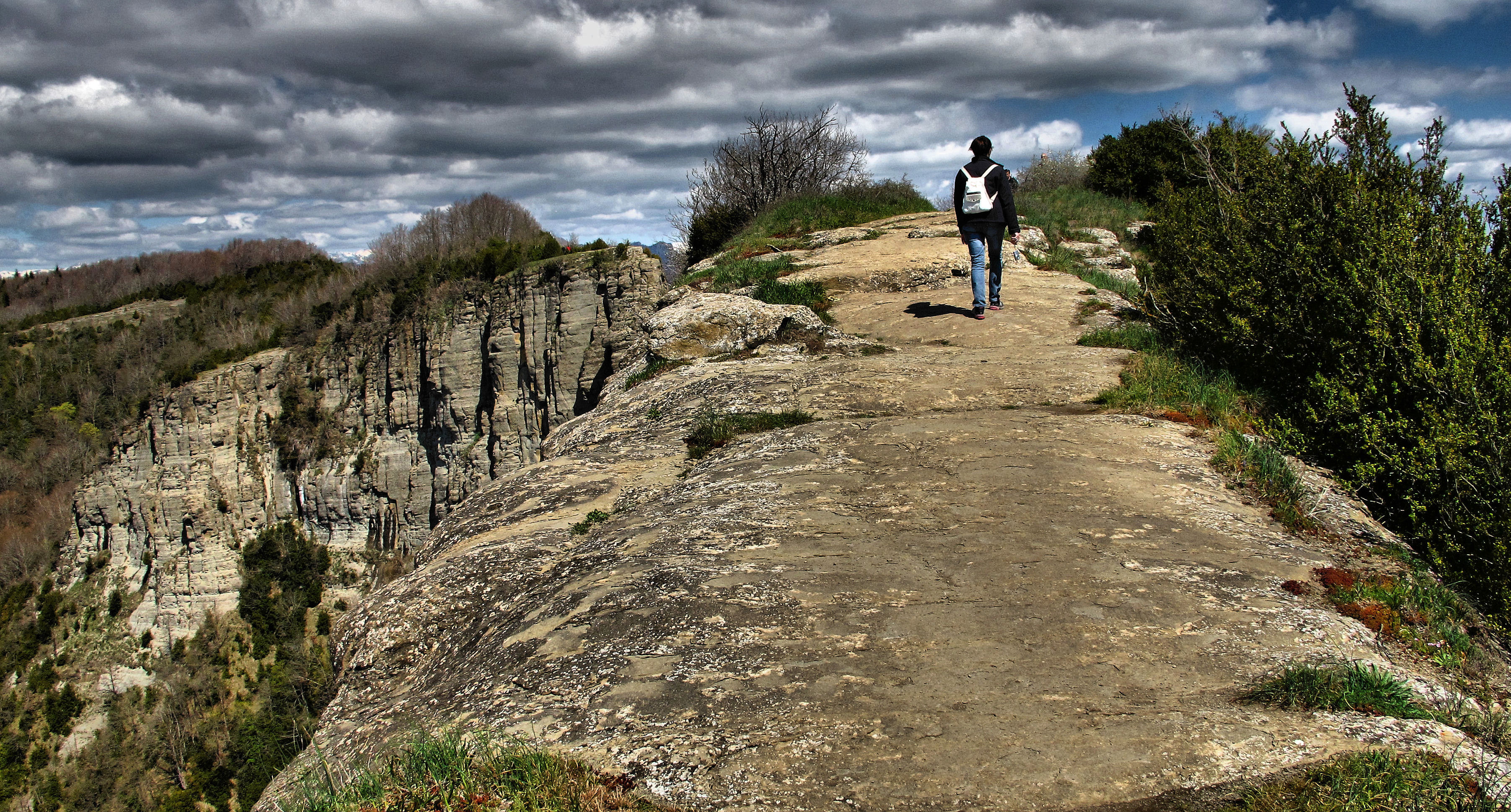
Altiplà de Cabrera
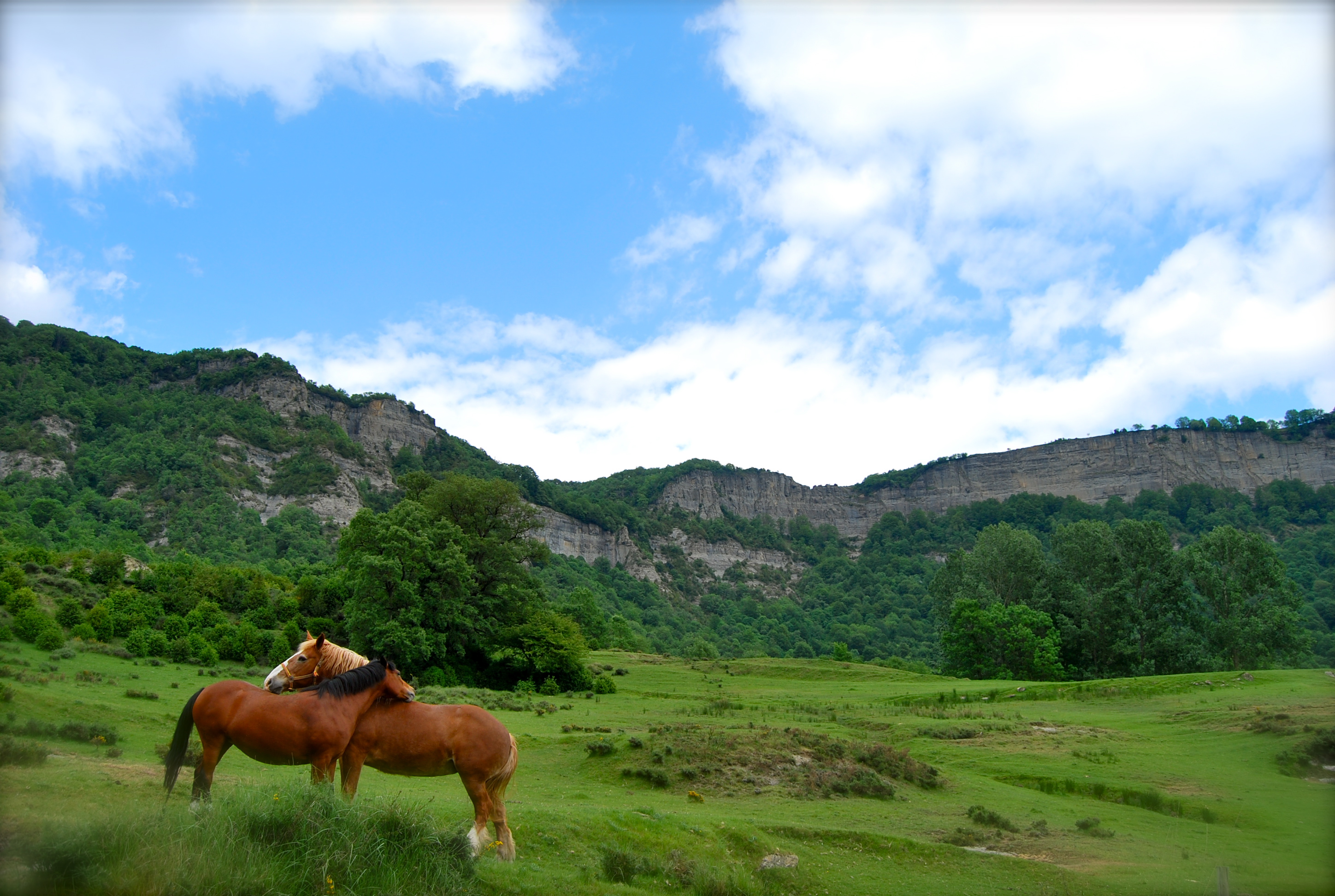
Cavalls al Collsacabra
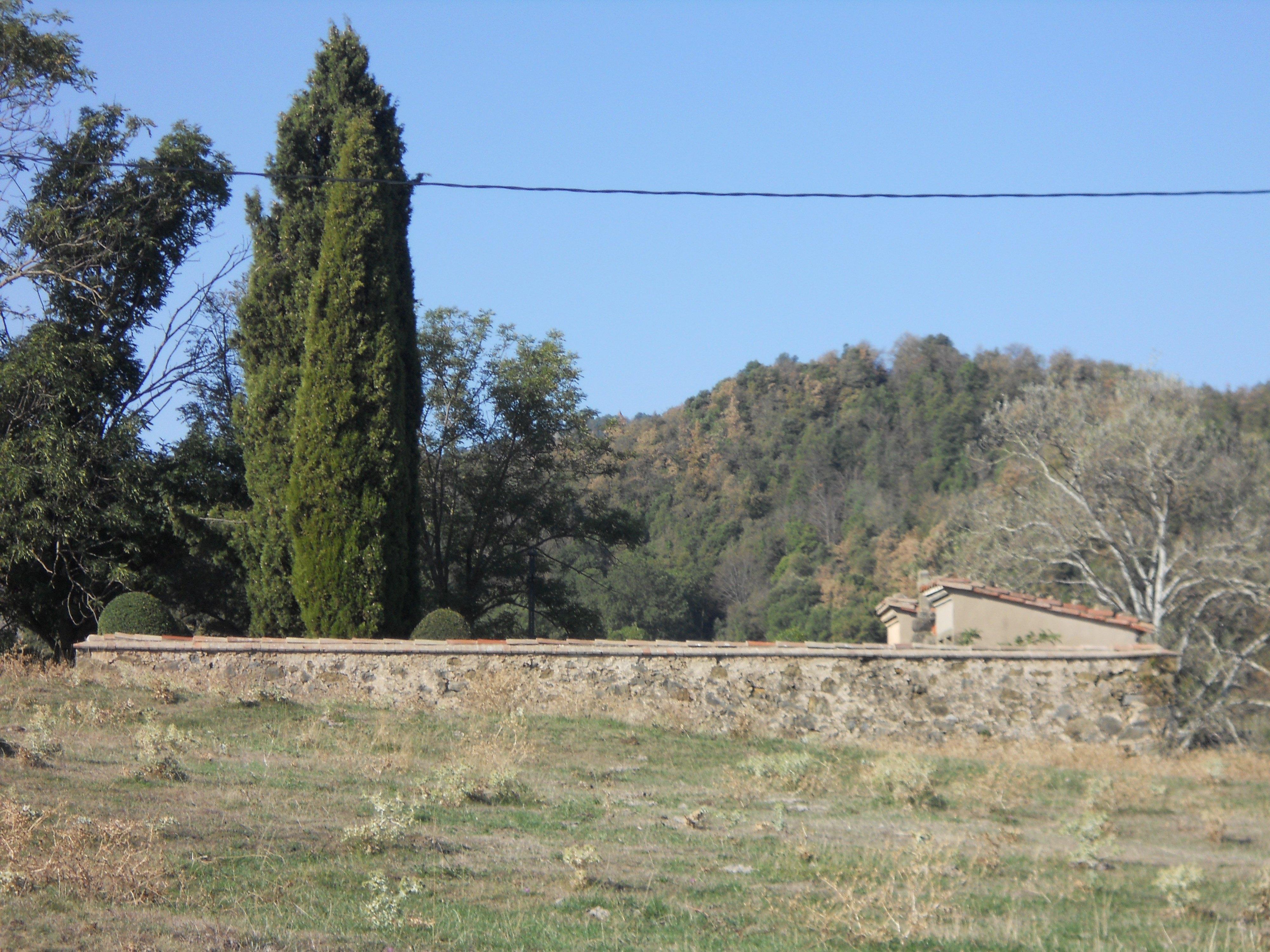
Cementiri de Falgars d'en Bas
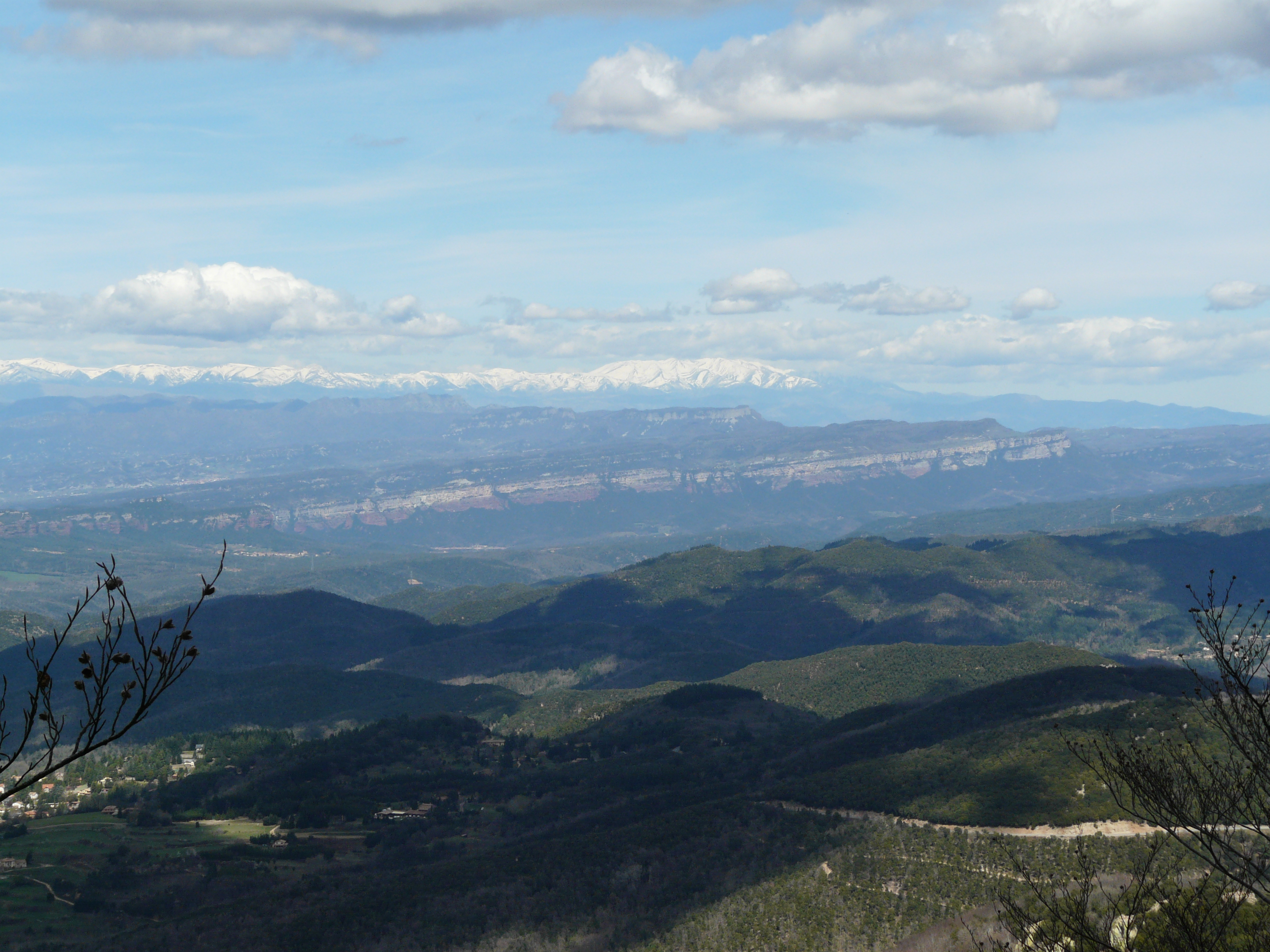
Collsacabra i el Canigó des de sota coll Pregon
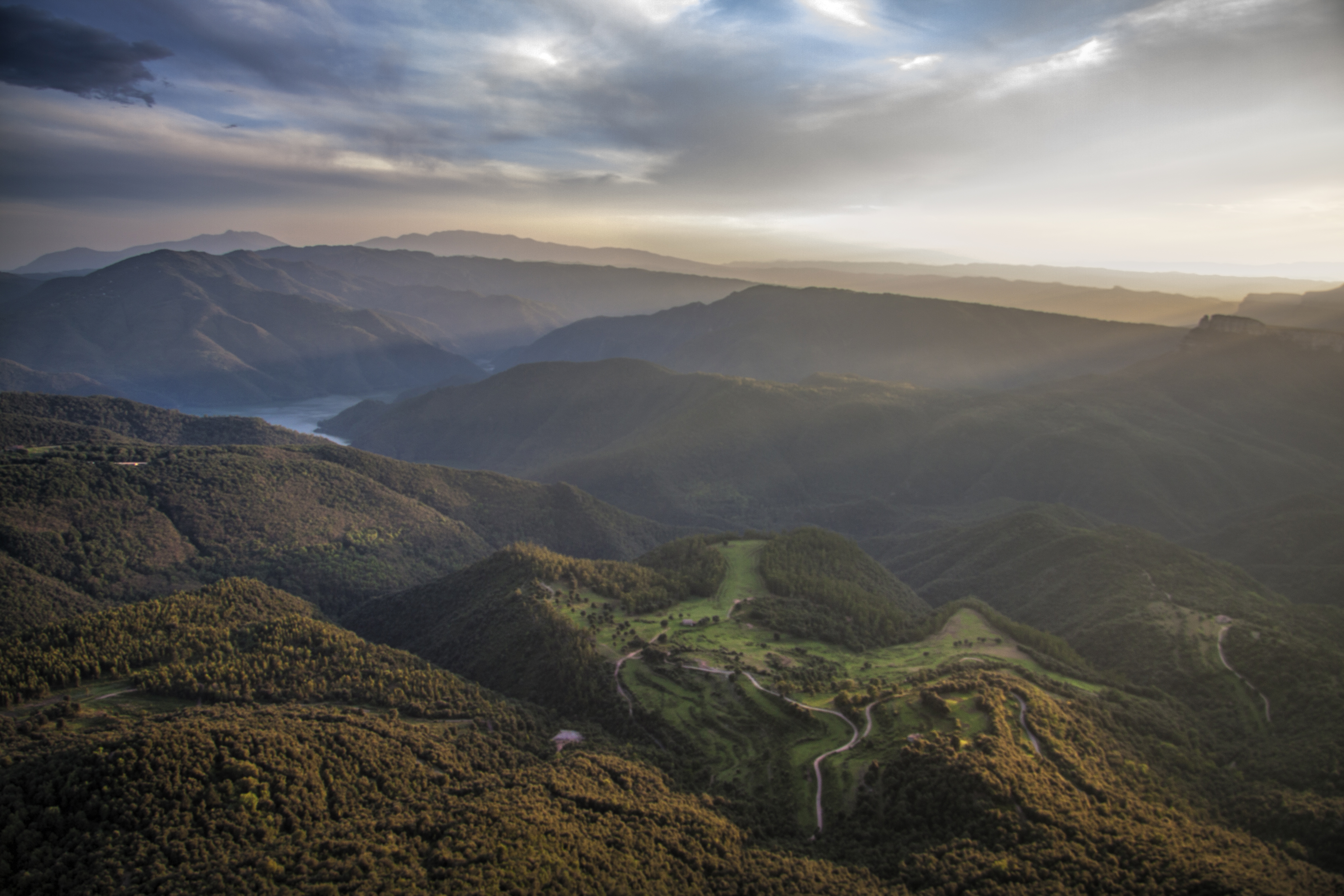
Collsacabra.
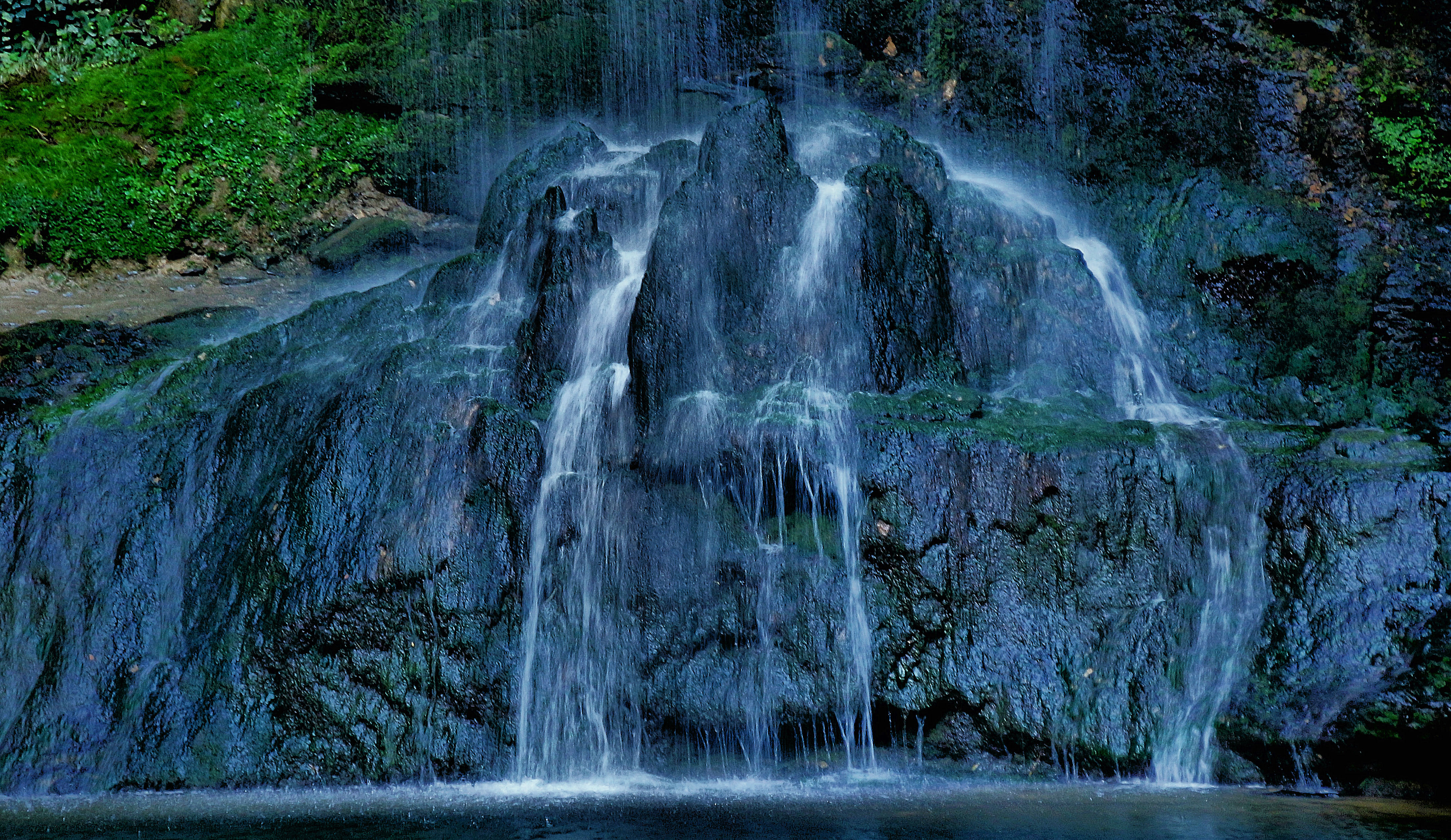
La banyera del diable
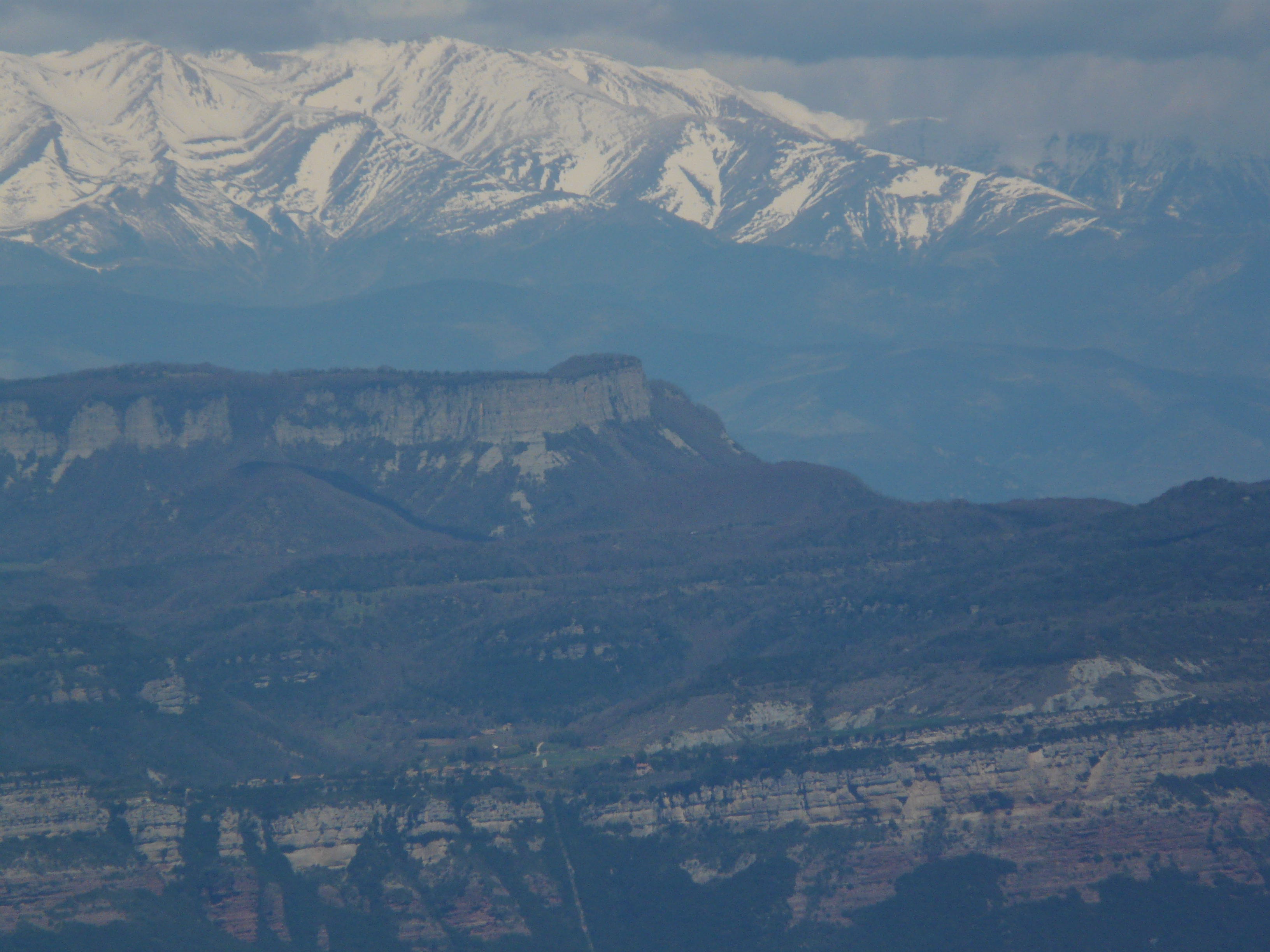
El Canigó i la serra de Cabrera des de sota coll Pregon
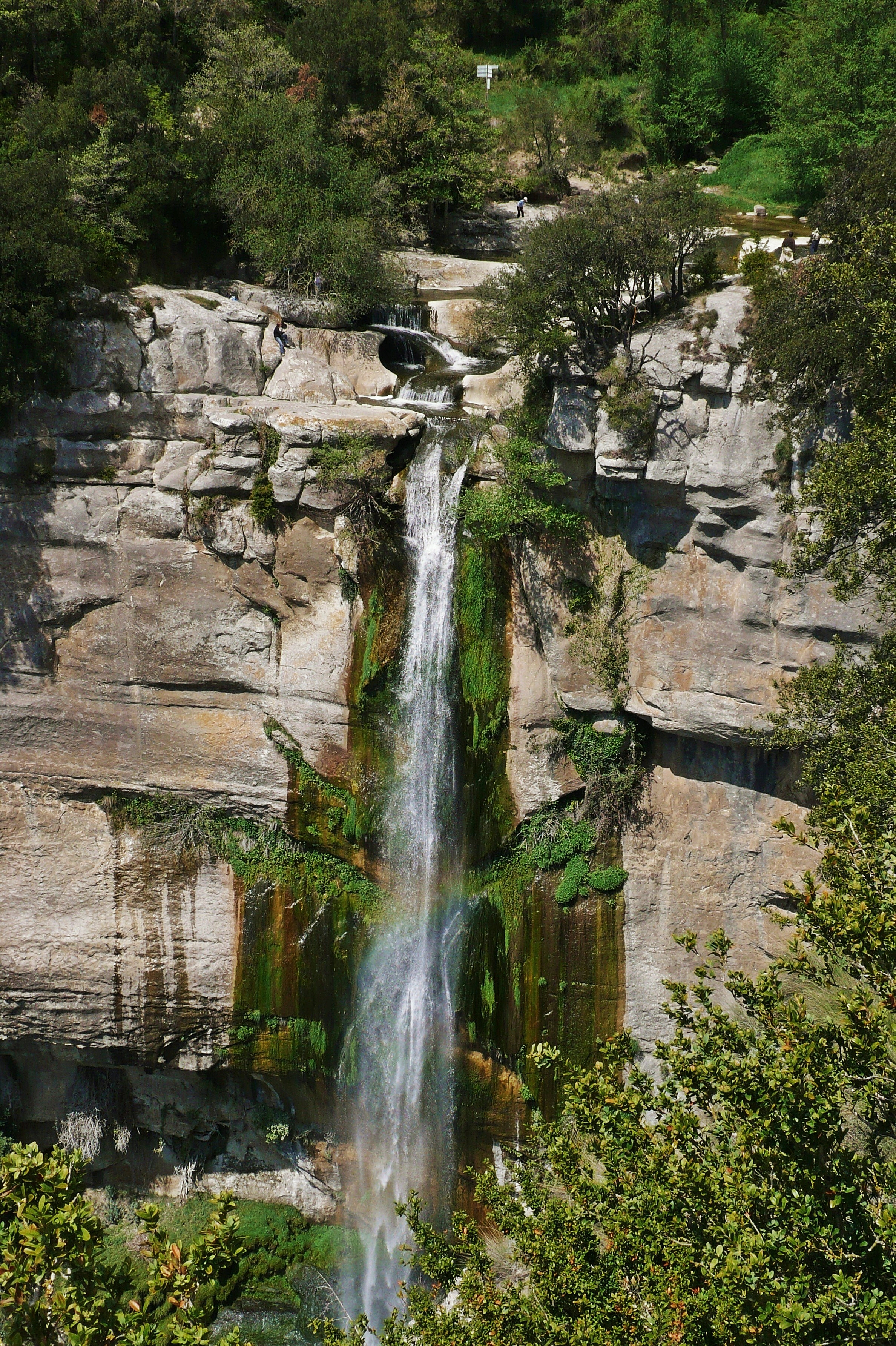
Salt de Sallent, a Rupit
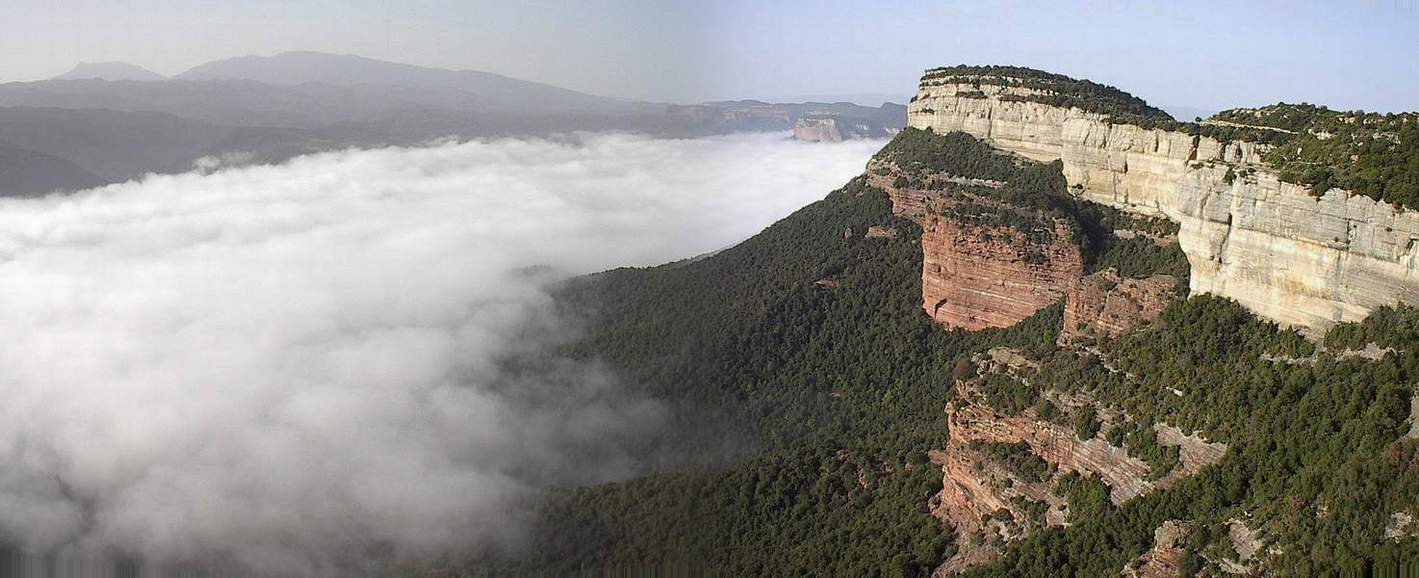
Tavertet - La Boira llepa els cingles
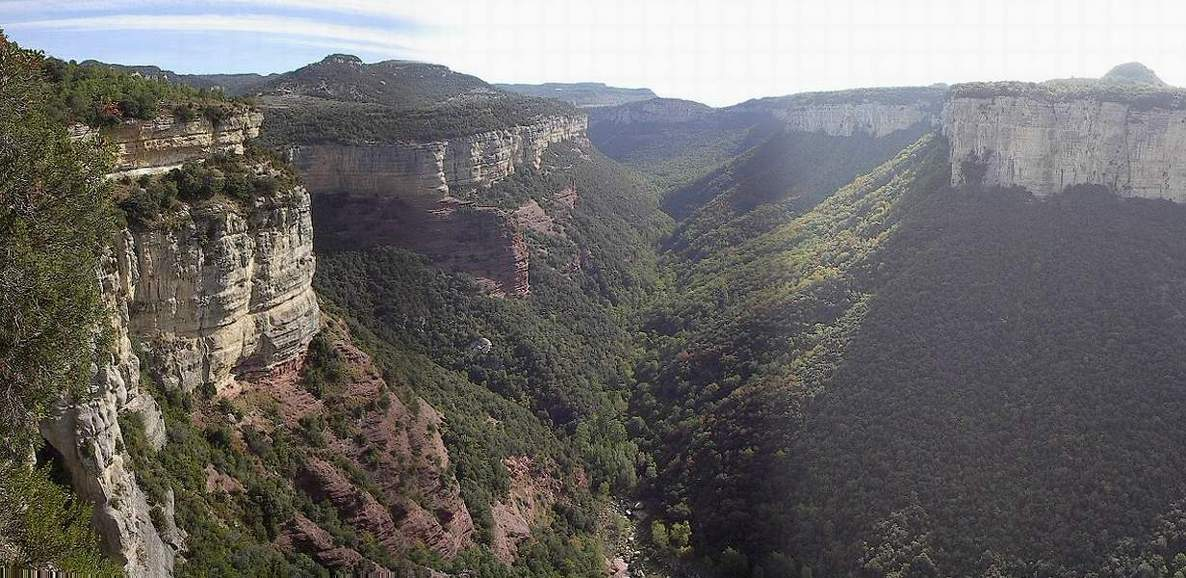
Tavertet - Vall de Balà